# Martin S. Mueller
Martin „Marty“ S. Mueller ist ein US-amerikanischer Ingenieur, der 1996 für seine Entwicklung einer leichteren IMAX-Filmkamera mit dem Oscar für Wissenschaft und Entwicklung ausgezeichnet wurde.

## Leben
Martin S. Mueller wuchs in einem Chicagoer Vorort auf. Er besuchte bis 1966 die Hinsdale Township High School in Hinsdale, Illinois.
Von 1966 bis 1967 studierte Mueller Ingenieurwesen an der Stanford University, zeigte dort aber nur Interesse für die Ingenieurskurse und brach das Studium schließlich ab. Danach ging er an das L.A. Trade–Tech Community College in Los Angeles, wo er bis 1970 Maschinenbautechnik studierte. Parallel arbeitete er als Maschinenführer in einer Fabrik und dann ab 1970 für William D. Carters Carter Equipment Co., wo er zunächst Filmtechnik wieder aufbereitete. Während dieser Zeit entwickelte Mueller gemeinsam mit Carter mehrere Verbesserungen auf dem Gebiet der Fototechnik, die sich beide patentieren ließen.
1979 gründete er sein eigenes Unternehmen MSM Design. 1980 zog er mit seiner Frau Barbara nach Coeur d’Alene in Idaho. Dort entwickelte Mueller unter anderem Kameras für Kunden wie die NASA oder IMAX. Die von Mueller entwickelte Kamera MSM 9801 war 25 Kilogramm leichter als frühere IMAX-Kameras und konnte daher flexibler eingesetzt werden, z. B. beim Filmen von Flugszenen. Unter anderem nutzte Hoyte van Hoytema die von Mueller entwickelte Kamera für den Großteil der Dreharbeiten von Christopher Nolans Kriegsfilm Dunkirk.
Bei der Oscarverleihung 1996 wurde Mueller von der Academy of Motion Picture Arts and Sciences für „das Design und die Entwicklung der MSM 9801 IMAX 65mm/15 perf production Filmkamera“ mit einem Oscar für Wissenschaft und Entwicklung (Academy Scientific & Engineering Award) ausgezeichnet. Im Jahr 2010 wurde Mueller in die Hall of Fame der Hinsdale Central Foundation aufgenommen.
Seit dem Jahr 2014 betrieb er mit seiner Frau in Coeur d’Alene das Non-Profit-Unternehmen Gizmo-CDA, mit dem sie Schülern einen Makerspace zur Förderung von Kunst, Design, Werkzeugtechnik und Technologie anboten. 2021 zogen sich die Muellers aus dem Projekt zurück.
Mueller ist Mitglied der Society of Motion Picture and Television Engineers (SMPTE).
Aus seiner Ehe mit Barbara Mueller gingen drei Kinder hervor.